# Lophodermium rotundatum
Lophodermium rotundatum är en svampart som beskrevs av Syd. & P. Syd. 1914. Lophodermium rotundatum ingår i släktet Lophodermium och familjen Rhytismataceae.   Inga underarter finns listade i Catalogue of Life.